# Карайкина, Елена Михайловна
Еле́на Миха́йловна Кара́йкина (в замужестве Ле́бедева; 17?? — 18??) — российская артистка оперы (сопрано), оперная певица, актриса

.
Жена артиста и режиссёра М. Лебедева. На оперной сцене выступала с 1806 (?) до 1820-х гг. в петербургском Большом театре.
Среди партий: Софья, 1-я исполнительница («Любовная почта», текст А. А. Шаховского), Зломека («Илья-богатырь»), Анюта («Посиделки, следствие Яма» на слова Княжнина и музыку Н. А. Титова, 1808), Маша («Девичник, или Филаткина свадьба» на слова Княжнина и музыку А. Н. Титова, 1809); Тизба в опере «Сандрильона» (по-современному («Золушка») Д. Штейбельта; де Мельваль («Опрокинутые повозки»); Симеон («Иосиф в Египте»); Папагена («Волшебная флейта»), Розина («Севильский цирюльник»), Всемила, Диана.
Партнеры: Д. Болина, Я. Воробьев, Г. Климовский, Леон Леонов, А. Пономарев, B. Самойлов, С. Самойлова, М. Чудин.